# Nicolas Isouard
Nicolas Isouard (Żebbuġ, 16 de maio de 1773 – Paris, 23 de março de 1818) foi um compositor francês.

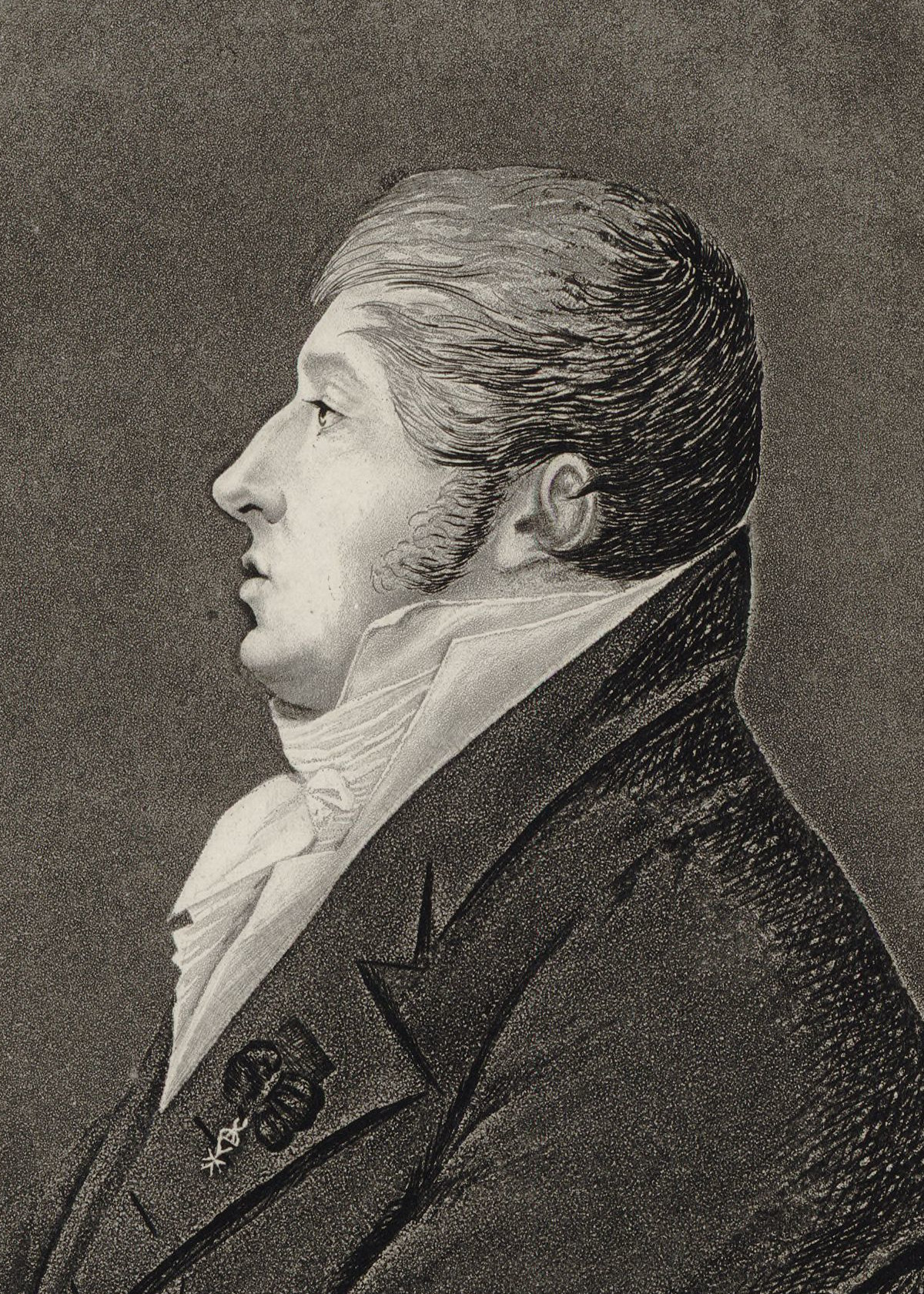
Nicolas Isouard

Estudou em Palermo com Giuseppe Amendola e em Nápoles com Nicola Sala e Pietro Alessandro Guglielmi. Compôs inúmeras obras religiosas na qualidade de mestre de capela e organista da Igreja de São João de Jerusalém, em La Valetta, bem como duas óperas em italiano: Artaserse e Il Barbiere di Siviglia ("O barbeiro de sevilha") de acordo com Beaumarchais (1796).
Mudou-se para Paris em 1799, onde se tornou amigo do compositor Rodolphe Kreutzer. Ambos colaboraram em várias óperas, entre elas Le Petit Page ou la Prison d'État (1800) e Flaminius à Corinthe (1801). A ópera italiana dominou a cena lírica francesa e, por esta razão, Isouard adotou o pseudónimo "Nicolo" e rapidamente obteve sucesso no campo da opéra-comique, com obras como Michel-Ange (1802) e L'Intrigue aux fenêtres (1805). Isouard tornou-se, com François-Adrien Boïeldieu, um dos fornecedores do Théâtre de l'Opéra-Comique, para o qual compôs cerca de trinta obras. Entre elas podem ser citadas Les Rendez-vous bourgeois (1807), Cendrillon (1810), de acordo com Charles Perrault, Joconde (1814) e Aladin ou la lampe merveilleuse (1822, obra póstuma)
Relegado por Boieldieu na escolha para substituir Étienne Nicolas Méhul por um cargo no Instituto da França, desapareceu de forma precoce deixando duas filhas, Sophie-Nicole (1809-?), compositora de romances e Annette-Julie (1814-76), pianista e também compositora. Teve um irmão, Joseph Isouard (1794-1863), que teve uma boa carreira como cantor e diretor de ópera antes de ser nomeado inspetor de Monumentos Históricos em Rouen.